# Liga Colombiana de Fútbol Sala 2025
La Liga Colombiana de Fútbol Sala llamada por motivos de patrocinio cómo Liga BetPlay de Fútsal 2025 es la vigésimo quinta (25a.) versión de la Liga Colombiana de Fútbol Sala, que inició el día 13 de junio de 2025 y terminará el 7 de diciembre de 2025. Esta será la primera vez desde 2021 en donde solo se disputará un torneo, de tal forma que se elimina temporalmente la Superliga Colombiana de Fútsal.

## Sistema de juego
El campeonato se jugará en 4 fases:
- Fase de grupos: En la primera fase de la Liga BetPlay Futsal 2025, los 32 equipos se dividirán en 4 grupos compuestos por 8 equipos cada uno. La distribución de los grupos la realizará la FCF, conforme a criterios objetivos y razonables, en los cuales primará la ubicación geográfica de los clubes. Se jugará a 2 vueltas, y los 2 primeros de cada grupo, pasarán a los cuartos de final.

- Cuartos de final: La segunda fase la disputarán los 8 equipos que resulten clasificados, para lo cual se conformarán 4 llaves de 2 equipos cada una, los cuales se enfrentarán a ida y vuelta. Los ganadores pasarán a semifinales

- Semifinales: Los 4) equipos que resulten clasificados, jugarán las semifinales, para lo cual se conformarán 2 llaves de 2 equipos cada una, los cuales se enfrentarán a doble partido (ida y vuelta) y el ganador de cada llave pasará a la final.

- Final: Los 2 equipos que resulten clasificados de las semifinales, jugarán la final, para lo cual se enfrentarán a doble partido (ida y vuelta) y el ganador será el campeón de la competencia, además, obtendrá el cupo a la Copa Libertadores Futsal 2026.

## Fase de grupos
|  | Clasificado a Cuartos de Final. |
|  | Eliminado.                      |

### Grupo A
| Pos | Equipos            | PTS | PG | PE | PP | PJ | GF | GC | Dif. |
| --- | ------------------ | --- | -- | -- | -- | -- | -- | -- | ---- |
| 1.  | Sport Team Club    | 13  | 4  | 1  | 0  | 5  | 24 | 10 | 14   |
| 2.  | Deportivo Meta     | 12  | 4  | 0  | 0  | 4  | 25 | 6  | 19   |
| 3.  | Saeta FSC          | 9   | 2  | 3  | 1  | 6  | 15 | 11 | 4    |
| 4.  | U. Sergio Arboleda | 8   | 2  | 2  | 2  | 6  | 21 | 23 | -2   |
| 5.  | Club D'Martín      | 5   | 1  | 2  | 2  | 5  | 11 | 12 | -1   |
| 6.  | Academia Central   | 5   | 1  | 2  | 3  | 6  | 18 | 23 | -5   |
| 7.  | Real Cundinamarca  | 4   | 1  | 1  | 4  | 6  | 15 | 38 | -23  |
| 8.  | Club Llaneros      | 3   | 0  | 3  | 3  | 6  | 10 | 16 | -6   |

| Fecha 1            | Fecha 1   | Fecha 1           | Fecha 1                          | Fecha 1     | Fecha 1 | Fecha 1         |
| Local              | Resultado | Visitante         | Coliseo                          | Fecha       | Hora    | Transmisión     |
| ------------------ | --------- | ----------------- | -------------------------------- | ----------- | ------- | --------------- |
| U. Sergio Arboleda | 2 : 1     | Club D'Martín     | Coliseo Cayetano Cañizares       | 13 de junio | 14:15   | Sin transmisión |
| Saeta FSC          | 2 : 2     | Real Cundinamarca | Coliseo Cayetano Cañizares       | 14 de junio | 09:00   | FB Manu Orozco  |
| Club Llaneros      | 2 : 3     | Sport Team Club   | Coliseo Álvaro Mesa Amaya        | 14 de junio | 10:30   | Win Sports      |
| Academia Central   | 3 : 7     | Deportivo Meta    | Polideportivo Municipal de Tabio | 14 de junio | 19:15   | Sin transmisión |

| Fecha 2           | Fecha 2   | Fecha 2            | Fecha 2                       | Fecha 2     | Fecha 2 | Fecha 2            |
| Local             | Resultado | Visitante          | Coliseo                       | Fecha       | Hora    | Transmisión        |
| ----------------- | --------- | ------------------ | ----------------------------- | ----------- | ------- | ------------------ |
| Sport Team Club   | 2 : 1     | Saeta FSC          | Coliseo Cayetano Cañizares    | 20 de junio | 14:40   | YT HC Sport Futsal |
| Real Cundinamarca | 0 : 4     | Academia Central   | Coliseo Municipal de Mosquera | 21 de junio | 17:00   | FB Real Cundi      |
| Club D'Martín     | 1 : 1     | Club Llaneros      | Coliseo Central de Facatativá | 21 de junio | 18:00   | FB Juanca Acosta   |
| Deportivo Meta    | 3 : 2     | U. Sergio Arboleda | Coliseo Álvaro Mesa Amaya     | 22 de junio | 17:15   | FB Deportivo Meta  |

| Fecha 3            | Fecha 3   | Fecha 3           | Fecha 3                          | Fecha 3     | Fecha 3 | Fecha 3         |
| Local              | Resultado | Visitante         | Coliseo                          | Fecha       | Hora    | Transmisión     |
| ------------------ | --------- | ----------------- | -------------------------------- | ----------- | ------- | --------------- |
| U. Sergio Arboleda | 2 : 1     | Club Llaneros     | Coliseo Cayetano Cañizares       | 27 de junio | 14:15   | Sin transmisión |
| Academia Central   | 3 : 5     | Sport Team Club   | Polideportivo Municipal de Tabio | 27 de junio | 20:15   | Sin transmisión |
| Saeta FSC          | 2 : 0     | Club D'Martín     | Coliseo Cayetano Cañizares       | 28 de junio | 09:15   | Sin transmisión |
| Deportivo Meta     | 11 : 1    | Real Cundinamarca | Coliseo Álvaro Mesa Amaya        | 28 de junio | 19:15   | FB Real Cundi   |

| Fecha 4           | Fecha 4   | Fecha 4            | Fecha 4                       | Fecha 4     | Fecha 4  | Fecha 4         |
| Local             | Resultado | Visitante          | Coliseo                       | Fecha       | Hora     | Transmisión     |
| ----------------- | --------- | ------------------ | ----------------------------- | ----------- | -------- | --------------- |
| Real Cundinamarca | 9 : 6     | U. Sergio Arboleda | Coliseo Municipal de Mosquera | 12 de julio | 17:00    | FB Real Cundi   |
| Club D'Martín     | 4 : 4     | Academia Central   | Coliseo Central de Facatativá | 12 de julio | 18:00    | Sin transmisión |
| Club Llaneros     | 2 : 2     | Saeta FSC          | Coliseo Álvaro Mesa Amaya     | 12 de julio | 19:00    | Sin transmisión |
| Sport Team Club   | :         | Deportivo Meta     | Aplazado                      | Aplazado    | Aplazado | Por definir     |

| Fecha 5            | Fecha 5   | Fecha 5         | Fecha 5                            | Fecha 5     | Fecha 5  | Fecha 5         |
| Local              | Resultado | Visitante       | Coliseo                            | Fecha       | Hora     | Transmisión     |
| ------------------ | --------- | --------------- | ---------------------------------- | ----------- | -------- | --------------- |
| U. Sergio Arboleda | 5 : 5     | Saeta FSC       | Coliseo Cayetano Cañizares         | 18 de julio | 14:10    | Sin transmisión |
| Academia Central   | 4 : 4     | Club Llaneros   | Coliseo Municipal Santiago Apóstol | 19 de julio | 15:15    | Sin transmisión |
| Real Cundinamarca  | 0 : 10    | Sport Team Club | Coliseo Municipal de Mosquera      | 19 de julio | 17:00    | FB Real Cundi   |
| Deportivo Meta     | :         | Club D'Martín   | Aplazado                           | Aplazado    | Aplazado | Por definir     |

| Fecha 6            | Fecha 6   | Fecha 6           | Fecha 6                       | Fecha 6     | Fecha 6 | Fecha 6            |
| Local              | Resultado | Visitante         | Coliseo                       | Fecha       | Hora    | Transmisión        |
| ------------------ | --------- | ----------------- | ----------------------------- | ----------- | ------- | ------------------ |
| U. Sergio Arboleda | 4 : 4     | Sport Team Club   | Coliseo Cayetano Cañizares    | 25 de julio | 14:10   | FB Sport Team Club |
| Club D'Martín      | 5 : 3     | Real Cundinamarca | Coliseo Central de Facatativá | 25 de julio | 19:00   | FB Real Cundi      |
| Saeta FSC          | 3 : 0     | Academia Central  | Coliseo Cayetano Cañizares    | 26 de julio | 09:10   | Sin transmisión    |
| Club Llaneros      | 0 : 4     | Deportivo Meta    | Coliseo Omar Armando Baquero  | 26 de julio | 19:00   | Sin transmisión    |

| Fecha 7           | Fecha 7   | Fecha 7            | Fecha 7                          | Fecha 7     | Fecha 7 | Fecha 7            |
| Local             | Resultado | Visitante          | Coliseo                          | Fecha       | Hora    | Transmisión        |
| ----------------- | --------- | ------------------ | -------------------------------- | ----------- | ------- | ------------------ |
| Real Cundinamarca | :         | Club Llaneros      | Coliseo Central de Facatativá    | 1 de agosto | 18:00   | FB Real Cundi      |
| Sport Team Club   | :         | Club D'Martín      | Coliseo Cayetano Cañizares       | 1 de agosto | 20:40   | FB Sport Team Club |
| Academia Central  | :         | U. Sergio Arboleda | Polideportivo Municipal de Tabio | 2 de agosto | 18:15   | Sin transmisión    |
| Deportivo Meta    | :         | Saeta FSC          | Coliseo Álvaro Mesa Amaya        | 2 de agosto | 19:45   | FB Deportivo Meta  |

### Grupo B
| Pos | Equipos              | PTS | PG | PE | PP | PJ | GF | GC | Dif. |
| --- | -------------------- | --- | -- | -- | -- | -- | -- | -- | ---- |
| 1.  | ICSIN F. C.          | 16  | 5  | 1  | 0  | 6  | 26 | 15 | 11   |
| 2.  | Club Deportivo Lyon  | 12  | 4  | 0  | 2  | 6  | 35 | 25 | 10   |
| 3.  | Tigres del Quindío   | 10  | 3  | 1  | 1  | 5  | 19 | 12 | 7    |
| 4.  | U. de Manizales      | 10  | 3  | 1  | 2  | 6  | 18 | 20 | -2   |
| 5.  | Atlético Cauca       | 8   | 2  | 2  | 2  | 6  | 20 | 15 | 5    |
| 6.  | Leones de Nariño     | 4   | 1  | 1  | 4  | 6  | 15 | 27 | -12  |
| 7.  | Utrahuilca Futsal    | 1   | 0  | 1  | 3  | 4  | 14 | 23 | -9   |
| 8.  | Vallecaucanos Futsal | 1   | 0  | 1  | 4  | 5  | 15 | 25 | -10  |

| Fecha 1              | Fecha 1   | Fecha 1             | Fecha 1                         | Fecha 1     | Fecha 1 | Fecha 1             |
| Local                | Resultado | Visitante           | Lugar                           | Fecha       | Hora    | Transmisión         |
| -------------------- | --------- | ------------------- | ------------------------------- | ----------- | ------- | ------------------- |
| U. de Manizales      | 1 : 6     | Tigres del Quindío  | Coliseo Ramón Marín Vargas      | 14 de junio | 19:30   | Instagram Futsal UM |
| ICSIN F. C.          | 6 : 5     | Utrahuilca Futsal   | Coliseo Carlos Alberto Bejarano | 30 de junio | 15:00   | Facebook ICSIN FC   |
| Vallecaucanos Futsal | 3 : 3     | Leones de Nariño    | Coliseo Eucaris Caicedo Nagles  | 4 de julio  | 13:00   | FB Vallecaucanos    |
| Atlético Cauca       | 5 : 2     | Club Deportivo Lyon | Coliseo Mayor de Popayán        | 5 de julio  | 20:00   | Facebook Atl. Cauca |

| Fecha 2             | Fecha 2   | Fecha 2              | Fecha 2                         | Fecha 2     | Fecha 2 | Fecha 2              |
| Local               | Resultado | Visitante            | Lugar                           | Fecha       | Hora    | Transmisión          |
| ------------------- | --------- | -------------------- | ------------------------------- | ----------- | ------- | -------------------- |
| Club Deportivo Lyon | 8 : 4     | Vallecaucanos Futsal | Coliseo Mariano Ramos           | 20 de junio | 15:00   | Facebook C. D. Lyon  |
| Utrahuilca Futsal   | 3 : 3     | U. de Manizales      | Coliseo Álvaro Sánchez Silva    | 20 de junio | 16:00   | Sin transmisión      |
| Leones de Nariño    | 3 : 4     | ICSIN F. C.          | Coliseo Municipal de Yacuanquer | 20 de junio | 19:30   | Canal CNC Pasto      |
| Tigres del Quindío  | 2 : 2     | Atlético Cauca       | Coliseo del Sur                 | 21 de junio | 19:00   | FB Tigres de Quindío |

| Fecha 3              | Fecha 3   | Fecha 3            | Fecha 3                        | Fecha 3     | Fecha 3 | Fecha 3             |
| Local                | Resultado | Visitante          | Lugar                          | Fecha       | Hora    | Transmisión         |
| -------------------- | --------- | ------------------ | ------------------------------ | ----------- | ------- | ------------------- |
| Vallecaucanos Futsal | 3 : 5     | ICSIN F. C.        | Coliseo Eucaris Caicedo Nagles | 27 de junio | 20:00   | Sin transmisión     |
| Club Deportivo Lyon  | 6 : 2     | Tigres del Quindío | Coliseo Mariano Ramos          | 28 de junio | 16:00   | Facebook C. D. Lyon |
| Atlético Cauca       | 6 : 1     | Utrahuilca Futsal  | Coliseo Mayor de Popayán       | 28 de junio | 20:00   | Facebook Atl. Cauca |
| U. de Manizales      | 4 : 1     | Leones de Nariño   | Coliseo Ramón Marín Vargas     | 28 de junio | 20:05   | Win+ Fútbol         |

| Fecha 4            | Fecha 4   | Fecha 4              | Fecha 4                         | Fecha 4     | Fecha 4 | Fecha 4              |
| Local              | Resultado | Visitante            | Lugar                           | Fecha       | Hora    | Transmisión          |
| ------------------ | --------- | -------------------- | ------------------------------- | ----------- | ------- | -------------------- |
| Tigres del Quindío | 6 : 3     | Vallecaucanos Futsal | Coliseo del Sur                 | 11 de julio | 14:30   | FB Tigres de Quindío |
| Leones de Nariño   | 5 : 4     | Atlético Cauca       | Coliseo Municipal de Yacuanquer | 11 de julio | 19:30   | FB Leones de Nariño  |
| ICSIN F. C.        | 5 : 2     | U. de Manizales      | Coliseo Carlos Alberto Bejarano | 12 de julio | 19:00   | Facebook ICSIN FC    |
| Utrahuilca Futsal  | 5 : 8     | Club Deportivo Lyon  | Coliseo Álvaro Sánchez Silva    | 13 de julio | 15:00   | Sin transmisión      |

| Fecha 5              | Fecha 5   | Fecha 5           | Fecha 5                        | Fecha 5     | Fecha 5 | Fecha 5             |
| Local                | Resultado | Visitante         | Lugar                          | Fecha       | Hora    | Transmisión         |
| -------------------- | --------- | ----------------- | ------------------------------ | ----------- | ------- | ------------------- |
| Club Deportivo Lyon  | 9 : 3     | Leones de Nariño  | Coliseo Mariano Ramos          | 18 de julio | 13:00   | Facebook C. D. Lyon |
| Vallecaucanos Futsal | 2 : 3     | U. de Manizales   | Coliseo Eucaris Caicedo Nagles | 18 de julio | 20:00   | FB Vallecaucanos    |
| Atlético Cauca       | 0 : 0     | ICSIN F. C.       | Coliseo Mayor de Popayán       | 19 de julio | 20:00   | Facebook Atl. Cauca |
| Tigres del Quindío   | :         | Utrahuilca Futsal | Coliseo del Café               | 7 de agosto | 11:15   | Win Sports          |

| Fecha 6              | Fecha 6   | Fecha 6             | Fecha 6                         | Fecha 6     | Fecha 6  | Fecha 6             |
| Local                | Resultado | Visitante           | Coliseo                         | Fecha       | Hora     | Transmisión         |
| -------------------- | --------- | ------------------- | ------------------------------- | ----------- | -------- | ------------------- |
| U. de Manizales      | 5 : 3     | Atlético Cauca      | Coliseo Ramón Marín Vargas      | 25 de julio | 11:00    | FB U. de Manizales  |
| Leones de Nariño     | 0 : 3     | Tigres del Quindío  | Coliseo Municipal de Yacuanquer | 25 de julio | 19:30    | FB Leones de Nariño |
| ICSIN F. C.          | 6 : 2     | Club Deportivo Lyon | Coliseo Carlos Alberto Bejarano | 26 de julio | 19:00    | Sin transmisión     |
| Vallecaucanos Futsal | :         | Utrahuilca Futsal   | Aplazado                        | Aplazado    | Aplazado | Por definir         |

| Fecha 7             | Fecha 7   | Fecha 7              | Fecha 7                      | Fecha 7     | Fecha 7 | Fecha 7              |
| Local               | Resultado | Visitante            | Coliseo                      | Fecha       | Hora    | Transmisión          |
| ------------------- | --------- | -------------------- | ---------------------------- | ----------- | ------- | -------------------- |
| Club Deportivo Lyon | :         | U. de Manizales      | Coliseo Mariano Ramos        | 1 de agosto | 13:00   | Facebook C. D. Lyon  |
| Tigres del Quindío  | :         | ICSIN F. C.          | Coliseo del Sur              | 1 de agosto | 15:30   | FB Tigres de Quindío |
| Utrahuilca Futsal   | :         | Leones de Nariño     | Coliseo Álvaro Sánchez Silva | 1 de agosto | 16:00   | Sin transmisión      |
| Atlético Cauca      | :         | Vallecaucanos Futsal | Coliseo Mayor de Popayán     | 1 de agosto | 20:00   | Facebook Atl. Cauca  |

### Grupo C
| Pos | Equipos              | PTS | PG | PE | PP | PJ | GF | GC | Dif. |
| --- | -------------------- | --- | -- | -- | -- | -- | -- | -- | ---- |
| 1.  | Itagüí Leones F. C.  | 15  | 5  | 0  | 0  | 5  | 37 | 6  | 31   |
| 2.  | El Carmen de Viboral | 15  | 5  | 0  | 0  | 5  | 33 | 6  | 27   |
| 3.  | Real Bucaramanga     | 9   | 3  | 0  | 3  | 6  | 21 | 22 | -1   |
| 4.  | Deportivo Sanpas     | 6   | 2  | 0  | 4  | 6  | 15 | 16 | -1   |
| 5.  | Futsal Rionegro      | 6   | 2  | 0  | 3  | 5  | 16 | 18 | -2   |
| 8.  | Atlético Santander   | 3   | 1  | 0  | 3  | 4  | 9  | 23 | -14  |
| 7.  | CEARC Casanare       | 3   | 1  | 0  | 4  | 5  | 9  | 29 | -20  |
| 6.  | Champions Huila      | 3   | 1  | 0  | 3  | 4  | 8  | 28 | -20  |

| Fecha 1            | Fecha 1   | Fecha 1              | Fecha 1                      | Fecha 1     | Fecha 1 | Fecha 1            |
| Local              | Resultado | Visitante            | Lugar                        | Fecha       | Hora    | Transmisión        |
| ------------------ | --------- | -------------------- | ---------------------------- | ----------- | ------- | ------------------ |
| Futsal Rionegro    | 4 : 1     | Deportivo Sanpas     | Coliseo Iván Ramiro Córdoba  | 14 de junio | 19:30   | Sin transmisión    |
| Real Bucaramanga   | 2 : 5     | El Carmen de Viboral | Coliseo Álvaro Gómez Hurtado | 15 de junio | 10:00   | Sin transmisión    |
| Atlético Santander | 2 : 7     | Itagüí Leones F. C.  | Coliseo Álvaro Gómez Hurtado | 15 de junio | 15:00   | Sin transmisión    |
| Champions Huila    | 6 : 4     | CEARC Casanare       | Coliseo Cubierto de Pitalito | 5 de julio  | 20:00   | FB Champions Huila |

| Fecha 2              | Fecha 2   | Fecha 2            | Fecha 2                         | Fecha 2     | Fecha 2 | Fecha 2             |
| Local                | Resultado | Visitante          | Lugar                           | Fecha       | Hora    | Transmisión         |
| -------------------- | --------- | ------------------ | ------------------------------- | ----------- | ------- | ------------------- |
| CEARC Casanare       | 3 : 1     | Real Bucaramanga   | Coliseo Cubierto de Monterrey   | 21 de junio | 19:00   | FB Liga de Casanare |
| Itagüí Leones F. C.  | 5 : 1     | Futsal Rionegro    | Coliseo Cubierto La Tablaza     | 21 de junio | 19:00   | Sin transmisión     |
| Deportivo Sanpas     | 8 : 0     | Champions Huila    | Coliseo Municipal de Paipa      | 21 de junio | 19:30   | Sin transmisión     |
| El Carmen de Viboral | 11 : 2    | Atlético Santander | Coliseo de El Carmen de Viboral | 21 de junio | 19:30   | Facebook La Víbora  |

| Fecha 3          | Fecha 3   | Fecha 3              | Fecha 3                       | Fecha 3     | Fecha 3  | Fecha 3             |
| Local            | Resultado | Visitante            | Lugar                         | Fecha       | Hora     | Transmisión         |
| ---------------- | --------- | -------------------- | ----------------------------- | ----------- | -------- | ------------------- |
| Futsal Rionegro  | 0 : 2     | El Carmen de Viboral | Coliseo Iván Ramiro Córdoba   | 28 de junio | 19:00    | Sin transmisión     |
| CEARC Casanare   | 0 : 4     | Deportivo Sanpas     | Coliseo Cubierto de Monterrey | 29 de junio | 16:00    | FB Liga de Casanare |
| Real Bucaramanga | 4 : 2     | Atlético Santander   | Coliseo Álvaro Gómez Hurtado  | 30 de junio | 15:00    | Sin transmisión     |
| Champions Huila  | :         | Itagüí Leones F. C.  | Aplazado                      | Aplazado    | Aplazado | Por definir         |

| Fecha 4              | Fecha 4   | Fecha 4          | Fecha 4                         | Fecha 4     | Fecha 4  | Fecha 4              |
| Local                | Resultado | Visitante        | Lugar                           | Fecha       | Hora     | Transmisión          |
| -------------------- | --------- | ---------------- | ------------------------------- | ----------- | -------- | -------------------- |
| El Carmen de Viboral | 11 : 1    | Champions Huila  | Coliseo de El Carmen de Viboral | 10 de julio | 19:40    | Win Sports           |
| Itagüí Leones F. C.  | 15 : 1    | CEARC Casanare   | Coliseo Cubierto La Tablaza     | 11 de julio | 20:00    | Sin transmisión      |
| Deportivo Sanpas     | 1 : 3     | Real Bucaramanga | Coliseo Municipal de Paipa      | 12 de julio | 19:00    | YouTube Virtualisima |
| Atlético Santander   | :         | Futsal Rionegro  | Aplazado                        | Aplazado    | Aplazado | Por definir          |

| Fecha 5          | Fecha 5   | Fecha 5              | Fecha 5                      | Fecha 5     | Fecha 5  | Fecha 5           |
| Local            | Resultado | Visitante            | Lugar                        | Fecha       | Hora     | Transmisión       |
| ---------------- | --------- | -------------------- | ---------------------------- | ----------- | -------- | ----------------- |
| Real Bucaramanga | 9 : 6     | Futsal Rionegro      | Coliseo Álvaro Gómez Hurtado | 19 de julio | 10:00    | Sin transmisión   |
| Deportivo Sanpas | 0 : 5     | Itagüí Leones F. C.  | Coliseo Municipal de Paipa   | 19 de julio | 19:00    | FB Liga de Boyacá |
| CEARC Casanare   | :         | El Carmen de Viboral | Aplazado                     | Aplazado    | Aplazado | Por definir       |
| Champions Huila  | :         | Atlético Santander   | Aplazado                     | Aplazado    | Aplazado | Por definir       |

| Fecha 6              | Fecha 6   | Fecha 6             | Fecha 6                         | Fecha 6     | Fecha 6 | Fecha 6         |
| Local                | Resultado | Visitante           | Coliseo                         | Fecha       | Hora    | Transmisión     |
| -------------------- | --------- | ------------------- | ------------------------------- | ----------- | ------- | --------------- |
| El Carmen de Viboral | 4 : 1     | Deportivo Sanpas    | Coliseo de El Carmen de Viboral | 26 de julio | 20:30   | Win Sports      |
| Real Bucaramanga     | 2 : 5     | Itagüí Leones F. C. | Coliseo Álvaro Gómez Hurtado    | 26 de julio | 20:35   | Sin transmisión |
| Atlético Santander   | 3 : 1     | CEARC Casanare      | Coliseo Álvaro Gómez Hurtado    | 27 de julio | 15:30   | Sin transmisión |
| Futsal Rionegro      | 5 : 1     | Champions Huila     | Coliseo Iván Ramiro Córdoba     | 27 de julio | 20:00   | Sin transmisión |

| Fecha 7             | Fecha 7   | Fecha 7              | Fecha 7                       | Fecha 7     | Fecha 7 | Fecha 7             |
| Local               | Resultado | Visitante            | Coliseo                       | Fecha       | Hora    | Transmisión         |
| ------------------- | --------- | -------------------- | ----------------------------- | ----------- | ------- | ------------------- |
| Itagüí Leones F. C. | :         | El Carmen de Viboral | Coliseo El Cubo de Itagüí     | 2 de agosto | 19:00   | Sin transmisión     |
| Deportivo Sanpas    | :         | Atlético Santander   | Coliseo Municipal de Paipa    | 2 de agosto | 19:00   | FB Liga de Boyacá   |
| CEARC Casanare      | :         | Futsal Rionegro      | Coliseo Cubierto de Monterrey | 2 de agosto | 19:00   | FB Liga de Casanare |
| Champions Huila     | :         | Real Bucaramanga     | Coliseo Cubierto de Pitalito  | 2 de agosto | 20:10   | FB Champions Huila  |

### Grupo D
| Pos | Equipos                 | PTS | PG | PE | PP | PJ | GF | GC | Dif. |
| --- | ----------------------- | --- | -- | -- | -- | -- | -- | -- | ---- |
| 1.  | Sabaneros F. C.         | 16  | 5  | 1  | 0  | 6  | 27 | 9  | 18   |
| 2.  | Cúcuta Futsal           | 13  | 4  | 1  | 1  | 6  | 25 | 13 | 12   |
| 3.  | Real Antioquia          | 12  | 4  | 0  | 1  | 5  | 19 | 12 | 7    |
| 4.  | Independiente           | 9   | 3  | 0  | 2  | 5  | 17 | 11 | 6    |
| 5.  | Generaciones de Bolívar | 4   | 1  | 1  | 3  | 5  | 16 | 18 | -2   |
| 6.  | Inter de Cartagena      | 3   | 1  | 0  | 4  | 5  | 11 | 22 | -11  |
| 7.  | Y&H Futsal              | 2   | 0  | 2  | 3  | 5  | 10 | 25 | -15  |
| 8.  | Gremio Samario          | 1   | 0  | 1  | 4  | 5  | 7  | 22 | -15  |

| Fecha 1         | Fecha 1   | Fecha 1              | Fecha 1                       | Fecha 1     | Fecha 1 | Fecha 1            |
| Local           | Resultado | Visitante            | Lugar                         | Fecha       | Hora    | Transmisión        |
| --------------- | --------- | -------------------- | ----------------------------- | ----------- | ------- | ------------------ |
| Independiente   | 4 : 2     | Generaciones Bolívar | Coliseo Sugar Baby Rojas      | 13 de junio | 19:30   | FB Independiente   |
| Gremio Samario  | 2 : 2     | Y&H Futsal           | Coliseo Menor del Buen Vivir  | 14 de junio | 19:15   | FB Gremio Samario  |
| Cúcuta Futsal   | 5 : 2     | Inter de Cartagena   | Coliseo Toto Hernández        | 14 de junio | 20:45   | FB Cúcuta Futsal   |
| Sabaneros F. C. | 3 : 2     | Real Antioquia       | Polideportivo de Las Delicias | 15 de junio | 11:00   | Facebook Sabaneros |

| Fecha 2              | Fecha 2   | Fecha 2         | Fecha 2                        | Fecha 2     | Fecha 2 | Fecha 2              |
| Local                | Resultado | Visitante       | Lugar                          | Fecha       | Hora    | Transmisión          |
| -------------------- | --------- | --------------- | ------------------------------ | ----------- | ------- | -------------------- |
| Y&H Futsal           | 1 : 5     | Sabaneros F. C. | Coliseo Menor del Buen Vivir   | 20 de junio | 20:00   | Facebook Sabaneros   |
| Inter de Cartagena   | 4 : 2     | Gremio Samario  | Coliseo Northon Madrid         | 21 de junio | 19:30   | FB Inter Cartagena   |
| Real Antioquia       | 3 : 2     | Independiente   | Coliseo Tulio Ospina           | 22 de junio | 10:15   | Win+ Fútbol          |
| Generaciones Bolívar | 1 : 3     | Cúcuta Futsal   | Centro de Alto Rendimiento SRS | 22 de junio | 17:00   | Facebook C. D. G. B. |

| Fecha 3              | Fecha 3   | Fecha 3            | Fecha 3                        | Fecha 3     | Fecha 3 | Fecha 3              |
| Local                | Resultado | Visitante          | Lugar                          | Fecha       | Hora    | Transmisión          |
| -------------------- | --------- | ------------------ | ------------------------------ | ----------- | ------- | -------------------- |
| Independiente        | 4 : 1     | Y&H Futsal         | Coliseo Sugar Baby Rojas       | 27 de junio | 19:30   | FB Independiente     |
| Cúcuta Futsal        | 3 : 2     | Gremio Samario     | Coliseo Toto Hernández         | 28 de junio | 19:35   | FB Cúcuta Futsal     |
| Sabaneros F. C.      | 5 : 2     | Inter de Cartagena | Polideportivo de Las Delicias  | 29 de junio | 11:00   | YouTube Sabaneros    |
| Generaciones Bolívar | 3 : 6     | Real Antioquia     | Centro de Alto Rendimiento SRS | 29 de junio | 17:00   | Facebook C. D. G. B. |

| Fecha 4            | Fecha 4   | Fecha 4              | Fecha 4                      | Fecha 4     | Fecha 4  | Fecha 4           |
| Local              | Resultado | Visitante            | Lugar                        | Fecha       | Hora     | Transmisión       |
| ------------------ | --------- | -------------------- | ---------------------------- | ----------- | -------- | ----------------- |
| Real Antioquia     | 4 : 2     | Cúcuta Futsal        | Coliseo Tulio Ospina         | 11 de julio | 10:00    | YT Real Antioquia |
| Gremio Samario     | 1 : 7     | Sabaneros F. C.      | Coliseo Menor del Buen Vivir | 11 de julio | 20:15    | YouTube Sabaneros |
| Y&H Futsal         | 4 : 4     | Generaciones Bolívar | Coliseo Menor del Buen Vivir | 12 de julio | 20:00    | FB Y&H Futsal     |
| Inter de Cartagena | :         | Independiente        | Aplazado                     | Aplazado    | Aplazado | Por definir       |

| Fecha 5              | Fecha 5   | Fecha 5            | Fecha 5                        | Fecha 5     | Fecha 5  | Fecha 5              |
| Local                | Resultado | Visitante          | Lugar                          | Fecha       | Hora     | Transmisión          |
| -------------------- | --------- | ------------------ | ------------------------------ | ----------- | -------- | -------------------- |
| Independiente        | 6 : 0     | Gremio Samario     | Coliseo Sugar Baby Rojas       | 18 de julio | 19:30    | FB Independiente     |
| Cúcuta Futsal        | 2 : 2     | Sabaneros F. C.    | Coliseo Toto Hernández         | 18 de julio | 19:35    | FB Cúcuta Futsal     |
| Generaciones Bolívar | 6 : 1     | Inter de Cartagena | Centro de Alto Rendimiento SRS | 20 de julio | 17:00    | Facebook C. D. G. B. |
| Real Antioquia       | :         | Y&H Futsal         | Aplazado                       | Aplazado    | Aplazado | Por definir          |

| Fecha 6            | Fecha 6   | Fecha 6              | Fecha 6                       | Fecha 6     | Fecha 6  | Fecha 6           |
| Local              | Resultado | Visitante            | Coliseo                       | Fecha       | Hora     | Transmisión       |
| ------------------ | --------- | -------------------- | ----------------------------- | ----------- | -------- | ----------------- |
| Cúcuta Futsal      | 10 : 2    | Y&H Futsal           | Coliseo Toto Hernández        | 25 de julio | 19:45    | FB Cúcuta Futsal  |
| Inter de Cartagena | 2 : 4     | Real Antioquia       | Coliseo de Combate y Gimnasia | 27 de julio | 11:30    | Sin transmisión   |
| Sabaneros F. C.    | 5 : 1     | Independiente        | Polideportivo de Las Delicias | 27 de julio | 16:30    | YouTube Sabaneros |
| Gremio Samario     | :         | Generaciones Bolívar | Aplazado                      | Aplazado    | Aplazado | Por definir       |

| Fecha 7              | Fecha 7   | Fecha 7            | Fecha 7                        | Fecha 7     | Fecha 7 | Fecha 7              |
| Local                | Resultado | Visitante          | Coliseo                        | Fecha       | Hora    | Transmisión          |
| -------------------- | --------- | ------------------ | ------------------------------ | ----------- | ------- | -------------------- |
| Y&H Futsal           | :         | Inter de Cartagena | Coliseo Menor del Buen Vivir   | 1 de agosto | 20:00   | FB Y&H Futsal        |
| Real Antioquia       | :         | Gremio Samario     | Coliseo Tulio Ospina           | 1 de agosto | 20:00   | YT Real Antioquia    |
| Generaciones Bolívar | :         | Sabaneros F. C.    | Centro de Alto Rendimiento SRS | 2 de agosto | 17:00   | Facebook C. D. G. B. |
| Independiente        | :         | Cúcuta Futsal      | Coliseo Sugar Baby Rojas       | 2 de agosto | 20:30   | Win Sports           |